# Плеханов, Игорь Александрович
Игорь Александрович Плеханов (26 июля 1933, Уфа — 2 августа 2007, Уфа) — заслуженный мастер спорта СССР по мотоспорту.

## Биография
Родился 26 июля 1933 года в г. Уфа. Окончил Ленинградский государственный институт физической культуры им. П. Ф. Лесгафта в 1969 году.
Работал — Инструктор-преподаватель Башавтомотоклуба (1955 г.), тренер по мотоспорту Башоблсовета ДСО «Спартак» (1960—1969 гг.), преподаватель по мотоспорту Башоблкомитета ДОСААФ (1963—1973 гг.). В (1973—1980 гг.) был председателем Башкирского республиканского Совета общества автомотолюбителей РСФСР. С 1970 по 1972 был тренером сборной СССР по спидвею.
Единственный гонщик СССР, завоевавший медаль в личном зачете в чемпионате мира в гонках по гаревой дорожке. Первым из советских гонщиков вышел в финал чемпионата мира (1961 г.). В гонках мировых первенств выступил на 19 треках восьми стран, всего же — более чем на 130 треках мира; на десятках треков установил рекорды скорости.

## Спортивные достижения
- Серебряный призёр чемпионата мира: 1964 — командный[англ.] (Игорь Плеханов, Геннадий Куриленко, Юрий Чекранов, Борис Самородов)[1], 1965 — личный[англ.]
- бронзовый призёр чемпионата Европы (1961, 1967 гг.)
- чемпион Спартакиады народов СССР (1965 г.)
- серебряный призёр (1967 г.) Спартакиады народов СССР
- чемпион СССР (1960—1961, 1963, 1965, 1968 гг.)
- серебряный призёр чемпионата СССР (1959, 1962, 1964, 1967 гг.)
- чемпион РСФСР (1960—1962 гг.) в личном зачете.
- Серебряный (1964, 1966 гг.) и бронзовый (1967 г.) призёр командного чемпионата мира.
- Чемпион СССР (1962, 1964, 1967—1969 гг.) в командных соревнованиях в составе уфимского клуба «Башкирия»
- чемпион Спартакиады народов СССР в составе сборной РСФСР (1965, 1967 гг.).
- Обладатель «Золотого шлема Чехословакии» (г. Пардубице, 1964, 1966 гг.)
- Обладатель Большого Кубка ярмарки г. Граца (Австрия, 1964 г.)
- Обладатель Кубка земли Штирия (Австрия, 1964 г.).
- 6 раз выходил в финал личных чемпионатов мира

## Звания и награды
- Мастер спорта СССР (1959 г.)
- мастер спорта СССР международного класса (1965 г.) по мотогонкам на гаревой дорожке
- Заслуженный мастер спорта СССР (1965 г.) по мотоспорту. .
- орден Республики Башкирия «Дружба народов» (2004 г.)
- Почетная грамота Президиума Верховного Совета БАССР (1959, 1968 гг.)
- почетный знак «Выдающийся спортсмен Республики Башкирия» (1993 г.).

## Ссылка
- СПОРТ
- Игорь Плеханов ушел непревзойденным (недоступная ссылка)